# Triplectides gilolensis
Triplectides gilolensis là một loài Trichoptera trong họ Leptoceridae. Chúng phân bố ở miền Ấn Độ - Mã Lai và miền Australasia.